# Hýlačka
Hýlačka je plochý kopec cca 3 km jihozápadně od Tábora. Jeho vrchol, na němž se v letech 1920–2012 nacházela stejnojmenná rozhledna obnovená v roce 2015, dosahuje výšky 525 metrů. Vrchol se nachází v táborské místní části Větrovy.

## Historie

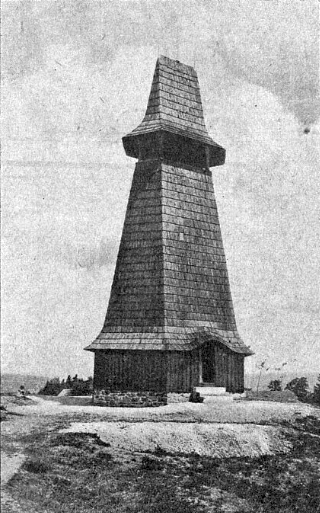
Rozhledna Svobody na Hýlačce (1920)

Již 12. února 1878 předložil Martin Kolář návrh, aby místní Klub přátel věd a umění, vedený Václavem Křížkem, organizoval i turistické výlety po okolí. Rozhledna Svobody na Hýlačce u Tábora (525 m n. m.) byla postavena odborem Klubu československých turistů v Táboře v roce 1920 na oslavu 500letého založení města Tábora a na paměť vzniku Československé republiky.

## Rozhledna Svobody

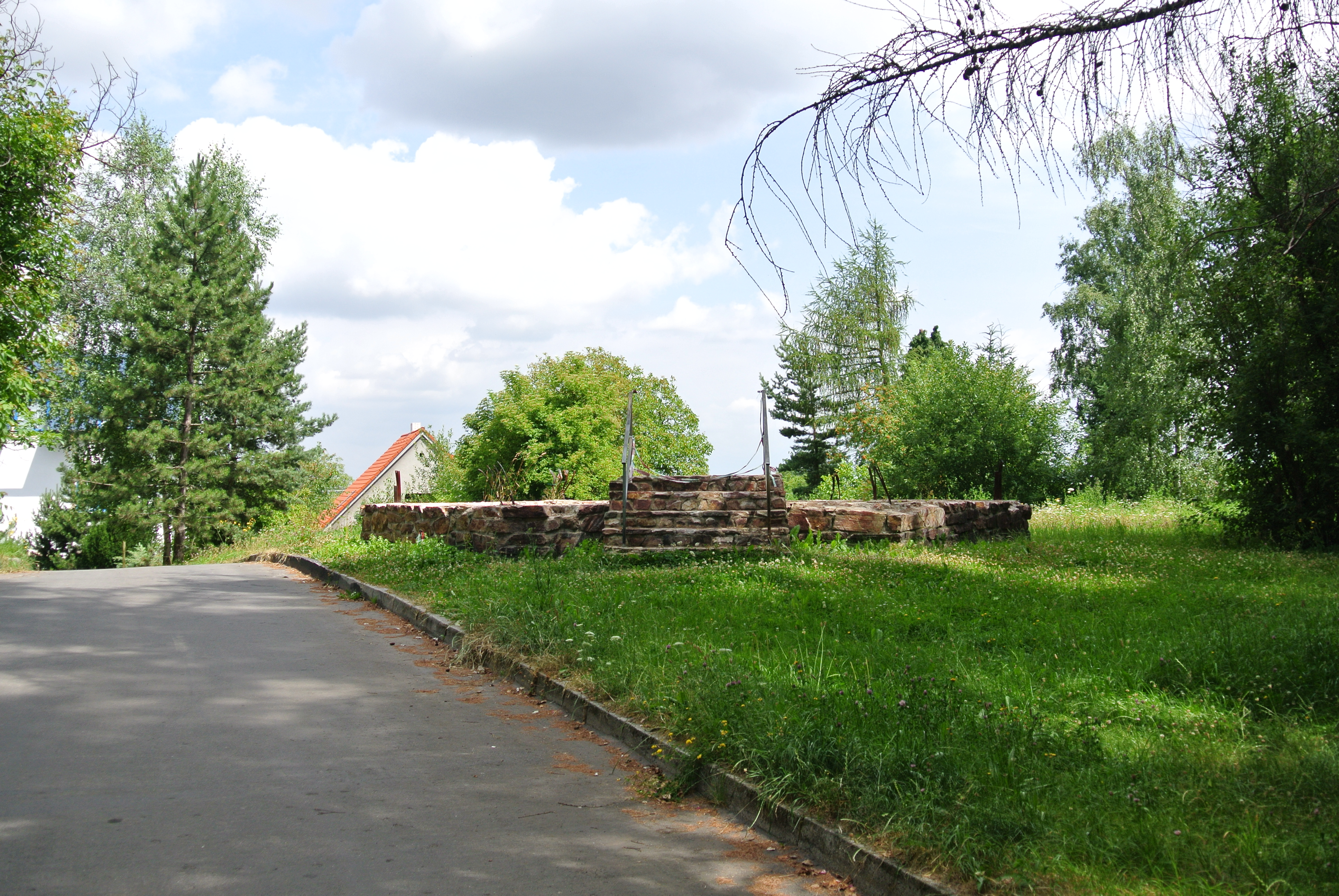
Stav v roce 2013

Rozhledna Hýlačka byla postavena táborskými turisty v prvních letech po vzniku samostatné republiky. Táborský rodák a patriot Ing. arch. Theodor Petřík, ji navrhl ve tvaru husitské hlásky s šestibokou kamennou základnou a strmou střechou s trámovou konstrukcí krytou šindelem. Podle stejného plánu byla v roce 1932 postavena Tyršova rozhledna u města Žamberk, protože projekt o několik let později tak nadchnul Komisi pro povznesení turistického ruchu ve východočeském Žamberku, že si od jejího autora profesora Petříka vypůjčila plány, podle kterých vystavěla kopii táborské Hýlačky.
Na slavnostním otevření 4. června 1920, kdy se zde sešlo na 550 návštěvníků, byla pojmenována Rozhlednou svobody. Původně se jmenovala Svoboda, protože o její stavbě rozhodli turisté v roce 1918, po vzniku samostatného Československa. Časem jí ale zůstalo jméno po kopci, na kterém stojí. Celkem osmnáct metrů vysoká rozhledna nabízela rozhled z výšky asi čtrnáct metrů, a protože vrch Hýlačka byl původně holý, byla tato výška pro rozhled dostatečná. Na vyhlídkový ochoz vedlo 57 schodů. Táborská rozhledna byla postavena nákladem 45 000 Kč za podpory řady mecenášů a vsi Větrovy, která věnovala pozemek i kámen. Pata rozhledny je ve zcela stejné nadmořské výšce jako samotný vrcholek 73 metrů vysoké věže táborského kostela a Tábor je tak z vyhlídkového ochozu doslova jako na dlani. Ve druhé světové válce zabrali Hýlačku němečtí okupanti a využívali ji jako pozorovatelnu protivzdušné obrany.
Po skončení německé okupace (1939–1945) a po opravě odborem KČT v roce 1946 byla znovuotevřena a sloužila veřejnosti v letech 1946–1967. Svému účelu sloužila do roku 1967, kdy byla pronajata Svazarmu. Ten ji uzavřel a zřídil zde radiostanici. V roce 1990 byla vrácena do majetku Klubu českých turistů. Po značných opravách a odtěžení stromů, které bránily výhledu severním směrem na město Tábor, ji opětovně zpřístupnil. Od 5. května 1991 byla věž rozhledny „Hýlačka“ opět vyhledávaným cílem turistů. V říjnu 1995 prohlásilo ministerstvo kultury ČR rozhlednu za kulturní památku.
Ráno 1. ledna 2012 rozhledna vyhořela a následně část její konstrukce musela být stržena, jelikož hrozilo její zřícení. Na místě zasahovaly kolem 6. hodiny ranní čtyři cisterny táborské profesionální jednotky a dobrovolných hasičů. Přesnou příčinu požáru policisté ani hasiči nezjistili ani po 16 měsících od události. 7. června 2012 byla zrušena památková ochrana rozhledny.

## Nová rozhledna
Dne 12. ledna 2012 zahájil Klub českých turistů sbírku na výstavbu nové rozhledny. V roce 2012 se uskutečnila architektonická soutěž o novou podobu rozhledny. Zvítězil v ní návrh betonové stavby, avšak kvůli pořizovací ceně byl v květnu 2013 KČT upřednostněn projekt vzdušné ocelové konstrukce, který v soutěži obsadil 3. místo. S výstavbou bylo započato v březnu 2015 a celá stavba byla slavnostně otevřena 1. srpna 2015. 

Celková výška ocelové rozhledny s dvojicí sloupů je 35,6 m. Na vyhlídkovou plošinu ve výši 25 m vede devítiramenné schodiště se 136 schody. Vstup je bezobslužný přes turniket za 20 Kč; červen–srpen: 9–20 h, září: 9–18 h, říjen–březen: 9–16 h, duben–květen: 9–18 h.

## Technická data
- konstrukce: ocel (dříve dřevo)
- krytina: původně šindel, od roku 2004 byla nová cembritová
- schody: sedm kamenných u vstupu, 50 dřevěných uvnitř
- výška stavby: 18 metrů
- vyhlídková plošina: v 15 m, zasklená

Nadmořská výška paty stavby byla 525 m n. m., vyhlídková plošina se nacházela ve výšce 540 m n. m. a bylo z ní vidět město Tábor; vzdušnou čarou je tři kilometry vzdálené centrum Starého města, Žižkovo náměstí s nejvyšší kostelní věží v celých jižních Čechách.

## Lokalita a přístup

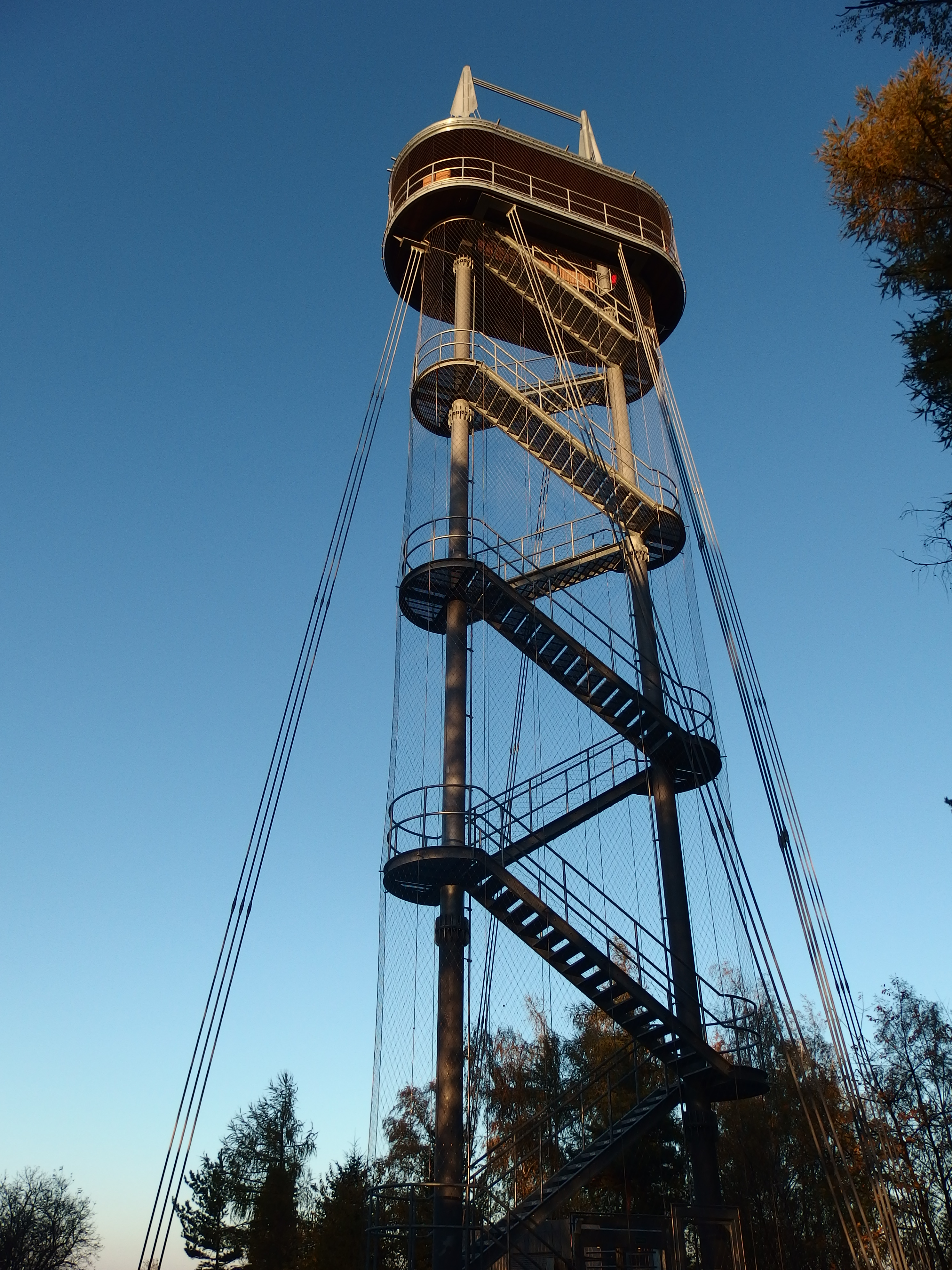
Ocelová rozhledna zpřístupněná v roce 2015

Rozhledna byla ve Větrovech snadno dosažitelná; přístupná celé léto, o víkendech otevřena 9:30-17:00 hod., klíč na požádání půjčoval po zaplacení vstupného správce žijící asi 300 metrů od rozhledny (čp. 71), plánek byl na rozhledně. Nejlepší rozhled z vrcholu byl severním směrem – na město Tábor a Votickou vrchovinu s Javorovou skálou.
- Křižíkovou elektrickou dráhou Tábor-Bechyně ze zastávky Horky
- autobusem městské hromadné dopravy
- pěšky po značených turistických cestách (z Tábora např. zelená – od vlakového nádraží asi 5 km).